# Атлетіко Мадрид (жіночий футбольний клуб)
Жіночий футбольний клуб «Атлетіко» Мадрид (ісп. Atlético de Madrid Femenino) - іспанський жіночий футбольний клуб, заснований в 2001 році. Команда є жіночою секцією клубу «Атлетіко» Мадрид.

## Історія
Вперше жіноча команда «Атлетіко» з'явилася наприкінці 1980-х років. Команда навіть виграла національну лігу в 1990 році та виграла срібні медалі у наступному сезоні, але була розформована на початку 1990-х років. Більшість гравчинь тієї команди продовжили кар'єру у складі команди «Орок'єте Вільяверде».
Відновлена команда була лише у 2001 році, хоча офіційною секцією спортивного клубу «Атлетіко» вона стала тільки у 2005 році. Відігравши три сезони у регіональних лігах в період з 2004 по 2006 рік, вони заробили підвищення у класі і піднялися до вищого дивізіону.
7 жовтня 2015 року «Атлетіко» дебютував у жіночій Лізі чемпіонів УЄФА. У 1/16 фіналу команда з Мадриду обіграла російський клуб «Зоркий», але вже в 1/8 фіналу їх обіграв майбутній переможець турніру - французький «Олімпік Ліон» із загальним рахунком 9:1.
26 червня 2016 року команда виграла свій перший після відновлення трофей, обігравши «Барселону» з рахунком 3:2 у фіналі Кубка королеви.
В сезоні 2016/17 років «Атлетіко» став чемпіоном Іспанії. Той сезон «матрацники» завершили без жодної поразки. У сезонах  2017/18 та  2018/19 столична команда спромоглася здобути золоті медалі знову. Таким чином «Атлетіко» був чемпіоном іспанської жіночої ліги тричі поспіль.

## Досягнення
Жіночий чемпіонат Іспанії:
- Чемпіон (4): 1989/90, 2016/17, 2017/18, 2018/19

Кубок Королеви:
- Володар (2): 2016, 2023

Суперкубок Іспанії:
- Володар (1): 2021

## Відео
- Ольга Овдійчук / «Атлетіко» Мадрид (канал ТРЕНДЕЦЬ в YouTube)